# Museo Bertone
Il Museo Bertone è stato un museo con sede a Caprie in Italia.

## Descrizione

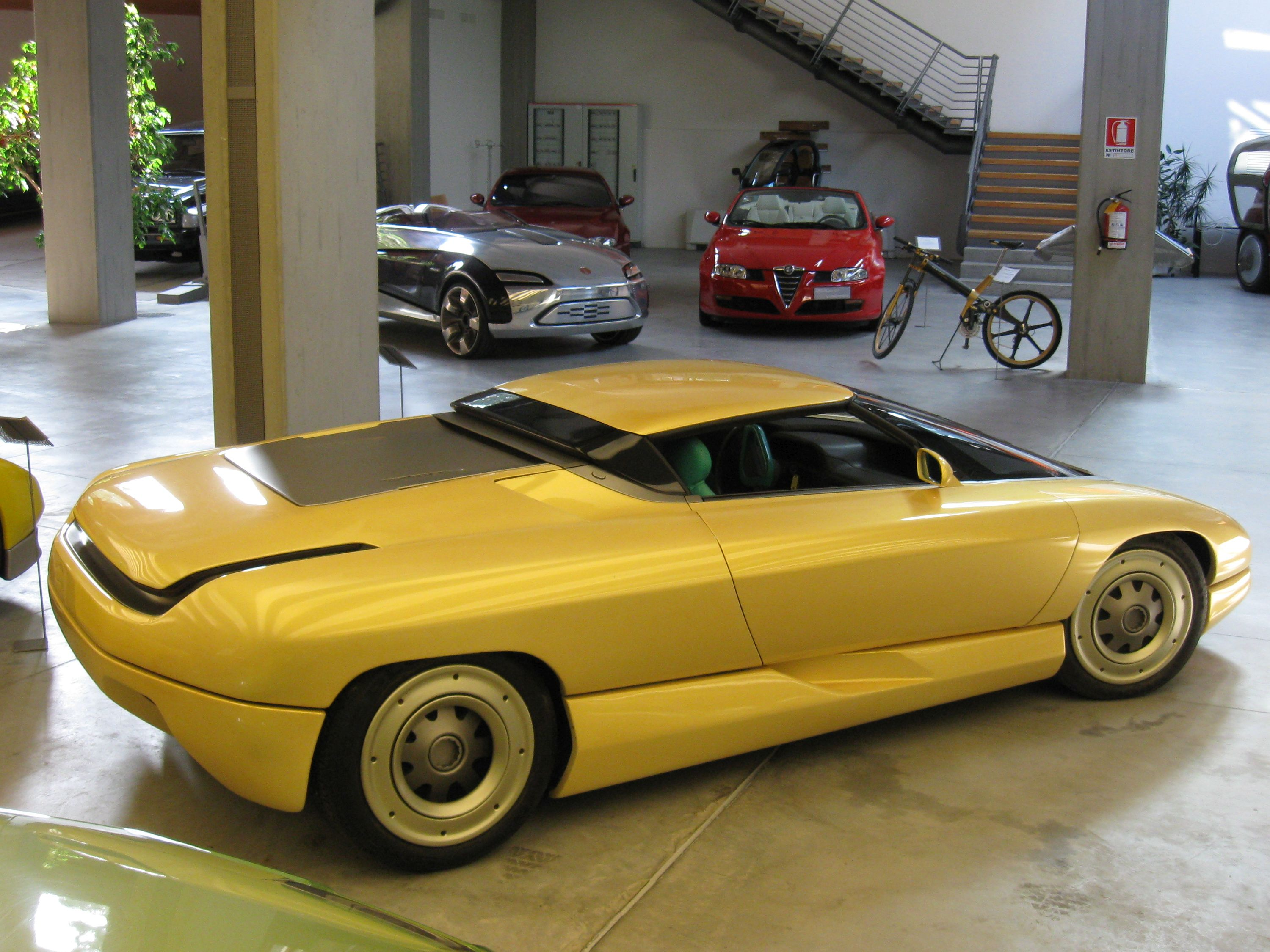
Spaccato del museo, con in primo piano una Bertone Ramarro e Chevrolet Nivola e sullo sfondo una Alfa Romeo GT Cabrio

Nel 1912 la Bertone venne fondata da Giovanni Bertone a Caprie vicino a Torino in Piemonte. L'edificio della sede è stato progettato personalmente da Nuccio Bertone alla fine degli anni 60 e inaugurato nel 1971.
Dopo la scomparsa di Nuccio Bertone nel 1997 e l'acquisizione di Bertone da parte di Fiat nel 2009 con la moglie Lilli Bertone che gestiva la società, la Bertone iniziò ad avere dei problemi finanziari e vendette sei modelli della collezione nel 2011 all'asta della Concorso d'eleganza Villa d'Este: queste sono la Lamborghini Marzal del 1967, Chevrolet Testudo del 1963, Lamborghini Bravo del 1974, Lamborghini Athon del 1980, Lancia Sibilo del 1978 e Lancia Stratos HF Zero del 1970.
Il Museo Bertone si trovava in un'ala della sede, aggiunta nel 2005. Venne ufficialmente inaugurato il 13 novembre 2011 per poi essere al pubblico nel 2012 in occasione delle celebrazioni del centenario di Bertone.
Il museo ospitava la cosiddetta collezione Bertone, composta da 68 modelli disegnati costruiti da Bertone, dichiarata patrimonio artistico nazionale italiano. Aperto per circa 2 anni, è stato chiuso nel 2014 a seguito del fallimento della Bertone.
La collezione è stata poi messa all'asta e acquistata dalla Automotoclub Storico Italiano. Nel 2018 la collezione è stata trasferita a Volandia, nel nuovo Museo ASI.